# JaMS-238
Der JaMS-238 (russisch: ЯМЗ-238, andere Transkriptionen: JaMZ-238 und YaMZ-238) ist ein V8-Dieselmotor mit Direkteinspritzung des früher sowjetischen und jetzt russischen Herstellers Jaroslawski Motorny Sawod (russisch: Ярославский моторный завод). Der seit 1961 gebaute Motor mit sowohl ziviler als auch militärischer Anwendung wurde von vielen Fahrzeugherstellern im ehemaligen RGW-Gebiet eingesetzt. Ähnliche Motoren sind der Sechszylinder JaMS-236 und der Zwölfzylinder JaMS-240. Nachfolger ist der JaMS-530, der JaMS-238 bleibt jedoch weiterhin in Produktion.

## Hintergrund
Bereits Anfang der 1950er-Jahre wurde bei JaMS an einem Nachfolger für die 1947 in Serienfertigung gegangenen Motoren des Typs JaAS-206 gearbeitet, da diese nach dem Zweitaktprinzip arbeitenden Motoren als unwirtschaftlich galten. Der JaAS-206 wurde bei MAS in Minsk noch bis 1966 verbaut. Der JaMS-238 ähnelt vom Aufbau stark dem Cummins 90° V8-265. Die Sowjetführung unternahm 1960 und 1961 Versuche, technische Ausrüstung zum Bau von LKW-Dieselmotoren für 40 Millionen US-Dollar zu erwerben. Ab 1961 wurde der JaMS-238 dann gefertigt und fand ab 1962 Anwendung im Schlepper Kirowez K-700 und dessen Nachfolgern. Neben der K-700-Schlepperfamilie fand der JaMS-238 Verwendung in verschiedenen Lastkraftwagen von UralAS, KrAS und MAS sowie Spezialfahrzeugen und stationären Maschinen mit Dieselmotorantrieb.

## Technik

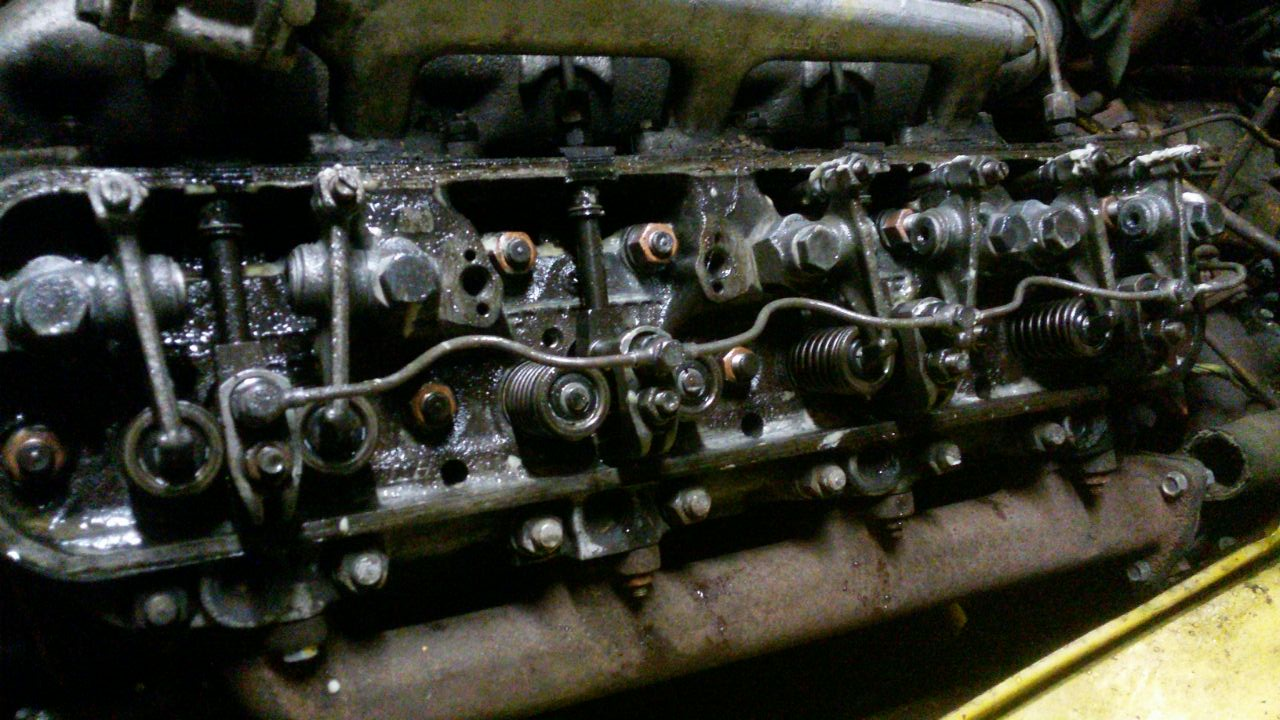
Zylinderkopf des Motors von oben, einige Kipphebel wurden entfernt.

Der JaMS-238 ist ein Achtzylinder-Viertakt-Diesel-V-Motor mit einem Zylinderbankwinkel von 90°. Die Nockenwelle ist zahnradgetrieben, es gibt zwei hängende Ventile pro Zylinder. Die Bohrung beträgt 130 mm, der Hub 140 mm, der Gesamthubraum beträgt 14.866 cm3. Die Zündfolge ist 1-5-4-2-6-3-7-8. Der Motor hat Direkteinspritzung, omegaförmige Brennraummulden und eine konventionelle Reiheneinspritzpumpe. Einige Baumuster des Motors haben einen Abgasturbolader oder zusätzlich auch einen Ladeluftkühler. Die Masse des Motors beträgt ohne Getriebe rund 1200 kg. Ursprünglich gab es zwei freisaugende Baumuster mit 158 kW und 176 kW Leistung. Sie unterscheiden sich in der Konstruktion des Ansaugrohres und in ihrer Drehmomentcharakteristik.
Der Ölfilter des JaMS-238 sollte bei aufgeladenen Motoren, die mit Rotamol MD 302 geschmiert werden, nach 120 Betriebsstunden gewechselt werden. Bei freisaugenden Motoren wird der Wechsel nach spätestens 170 bis 200 Betriebsstunden empfohlen, auch wenn die Anforderungen an das Motorenöl bei unaufgeladenen Motoren wesentlich geringer sind.

## Baumuster
Es gibt verschiedene Baumuster des Motors JaMS-238, die im Russischen als Модификации, zu Deutsch „Modifikationen“, bezeichnet werden. In den 1960er-Jahren gab es zunächst zwei freisaugende Baumuster, JaMS-238 (176 kW) für Lastkraftwagen und JaMS-238A (158 kW) für den Schlepper K-700, die im Laufe der Zeit um weitere, auch aufgeladene Baumuster ergänzt wurden. Die nachfolgende Liste ist nicht vollständig.
| Baumuster  | Ansaugung           | Nennleistung / Nenndrehzahl (kW / min−1) | Max. Drehmoment / Nenndrehzahl (N·m / min−1) | Masse (kg) | Minimaler Kraftstoffverbrauch (g/kWh) |
| ---------- | ------------------- | ---------------------------------------- | -------------------------------------------- | ---------- | ------------------------------------- |
| ЯМЗ-238    | Freisaugend         | 176 / 2100                               | 883 / 1500                                   | 1070       | 238                                   |
| ЯМЗ-238А   | Freisaugend         | 158 / 2100                               | 785 / 1500                                   | 1070       | 238                                   |
| ЯМЗ-238НБ  | Mit Abgasturbolader | 158 / 1700                               | 932 / 1100–1400                              | 1170       | 238                                   |
| ЯМЗ-238БЕ  | Mit Abgasturbolader | 220 / 2000                               | 1180 / 1200–1400                             | 1180       | 207                                   |
| ЯМЗ-238ДЕ  | Mit Abgasturbolader | 243 / 2100                               | 1225 / 1200–1400                             | 1180       | 207                                   |
| ЯМЗ-238БЕ2 | Mit Abgasturbolader | 220 / 2000                               | 1274 / 1100–1300                             | 1215       | 195                                   |
| ЯМЗ-238ДЕ2 | Mit Abgasturbolader | 243 / 2100                               | 1274 / 1100–1300                             | 1215       | 195                                   |